# Référendum portugais sur la Constitution européenne
 (mai 2011).
Pour les autres articles nationaux ou selon les autres juridictions, voir Référendum sur la constitution européenne.

## Cadre juridique
L'article 115 de la Constitution Portugaise prévoit l'organisation du référendum sur " d'importantes questions d'intérêt national relevant de la compétence de l'Assemblée de la République ou du gouvernement ou concernant l'approbation d'une convention internationale ou d'un acte législatif" . L'objet du référendum est cependant très limité : en sont exclues les modifications de la Constitution, les matières que les articles 164 à 167 réservent à l'Assemblée de la République (parmi lesquelles l'approbation des traités concernant la participation du Portugal à des organisations internationales), ainsi que les questions budgétaires, fiscales et financières.
En conclusion, soumettre la ratification du Traité établissant une Constitution pour l'Europe à un référendum nécessite de procéder à une modification de la Constitution.
Une première loi fut votée et prévoyait de poser aux citoyens portugais en avril 2005 la question suivante : Acceptez vous la Charte des Droits Fondamentaux, le rôle du vote à la majorité qualifiée et le nouveau cadre institutionnel de l'UE, tel qu'ils sont définis par la Constitution Européenne ?. En décembre 2004, la Cour constitutionnelle du Portugal rejeta la modification constitutionnelle et la loi sur le référendum au motif que la question était ambiguë et peu claire.
L'Assembleia da República (Assemblée de la République) doit maintenant revoter une loi autorisant le référendum sur la Constitution européenne. Malgré les deux "non" français et néerlandais, le gouvernement portugais souhaitait dans un premier temps maintenir le référendum qui devrait avoir lieu en même temps que les élections municipales, c’est-à-dire le 2 ou le 9 octobre. Il a décidé de geler le processus (qui est délicat, en raison de la réforme constitutionnelle préalable).

## Tendances
En décembre 2004, les partisans du «oui» représentent 61 % des électeurs contre 11 % pour les tenants du «non». Mais ce même sondage signale que les portugais considèrent qu'ils ne connaissent pas suffisamment le texte, ni ses conséquences.
D'après une enquête réalisée pour le journal (l'Espresso) le 10 juin 2005, 50,8 % se prononcent pour le « oui » (« sim ») et 49,2 % pour le « non » (« não »).

Les villes de Lisbonne et Porto votent contre ainsi que le sud (Alentejo et Algarve) tandis que le nord (hormis Porto) et le centre votent pour.

## Annulation du Référendum
Le 9 janvier 2008 le premier ministre portugais, José Sócrates, déclare que le référendum ne se tiendra finalement pas, à cause du fait que qu'il n'est devenu plus pertinant à la suite de la signature du traité de Lisbonne en 2007,.